# REGIO JÁTÉK
A REGIO JÁTÉK Magyarország legnagyobb játékáruházlánca, melyet 1990-ben, családi vállalkozásként alapított Gyaraki József ügyvezető és felesége. A cég a kezdetekben nagykereskedésként működött, ma már azonban kiskereskedelmi és nagykereskedelmi tevékenységet is folytat. A vállalat 30 év alatt 43 játékáruházzal és
webáruházzal az ország piacvezető játékkereskedésévé nőtte ki magát, forgalma 2018-ban 12,2 milliárd forint volt.
A REGIO JÁTÉK olyan játékmárkák kizárólagos magyar forgalmazója, mint a Ravensburger, a Zapf Creation, a SIKU, a SES Creative, a 4M vagy a Disney plüss.
A vállalat számos díjjal rendelkezik, elnyerték a Superbrands, a Magyar Brands és az Üzleti Etikai díjakat, a SuperStore, valamint 2014-ben az Év Honlapja elismerést, e-kereskedelem kategóriában.
Gyaraki József, a REGIO JÁTÉK alapító tulajdonosa és ügyvezetője 2017-ben a magyar játékkereskedelem folyamatos fejlesztése és a hazai gyártók piacképességének fenntartása érdekében végzett több évtizedes munkája elismeréseként Magyar Érdemrend lovagkeresztje kitüntetésben részesült.,

## Üzletek

### Budapesti áruházak
- ALLEE 1117 Budapest, Október Huszonharmadika u. 8.
- ARÉNA Mall 1087 Budapest, Kerepesi út 9.
- Budakalász 2011 Budakalász, Omszk park 1.
- Budaörs 2040 Budaörs, Malomkő utca 7.
- CAMPONA 1222 Budapest, Nagytétényi út 37-43.
- Corvin Pláza 1083 Budapest, Futó utca 37-45.
- Csepel Plaza 1211 Budapest, II. Rákóczi Ferenc utca 154-170.
- Csömör 2141 Csömör, Határ út 8.
- Duna Pláza 1138 Budapest, Váci út 178.
- Játékdzsungel (Pólus Center) 1151 Budapest, Szentmihályi út 131.
- KÖKI terminál 1191 Budapest, Vak Bottyán utca 75. a-c
- Újbuda 1119 Budapest, Nándorfejérvári út 23-25.
- M3 Városkapu 1152 Budapest, Városkapu utca 7.
- M5 Soroksár 1239 Budapest, Bevásárló utca 4.
- Mammut II 1024 Budapest, Lövőház utca 2-6., 3. emelet
- Sugár Üzletközpont 1148 Budapest, Örs vezér tere 24.
- Váci út 1138 Budapest, Váci út 168.

### Vidéki áruházak
- Békéscsaba 5600, Szarvasi út 68.
- Debrecen 4002, Balmazújvárosi út 9.
- Debrecen Pláza 4026, Péterfia utca 18.
- Dunakeszi 2120, Pallag utca 7.
- Eger 3300, II. Rákóczi Ferenc u. 90.
- Győr 9023, Fehérvári út 3.
- Győr Pláza 9023, Vasvári Pál utca 1.
- Kecskemét 6000, Korona utca 2.
- Keszthely 8322, Csapás út 7-9.
- Miskolc 3527, József Attila utca 90.
- Miskolc Avas (TESCO) 3508, Mésztelep u. 1/a.
- Nyíregyháza 4400, Pazonyi út 37.
- Pécs 7621, Rákóczi út 66.
- Pécs Pinokkió 7621, Irgalmasok utcája 8.
- Sopron Alphapark 9400 Sopron, Határdomb út 1-2.
- Szeged 6729, Szabadkai út 7.
- Szeged Tisza-part 6721, Felső-Tisza Part 16.
- Székesfehérvár 8000, Szent Flórián krt. 13.
- Székesfehérvár, Alba Pláza 8000 Székesfehérvár, Palotai út 1.
- Székesfehérvár, Next Stop 8000 Székesfehérvár, Holland fasor 1.
- Szolnok 5000, Ady Endre út 15.
- Szombathely 9700, Viktória út 12.
- Törökbálint  2054, Torbágy utca 4.
- Veszprém, Balaton Pláza 8200, Budapest út 20-28.
- Veszprém, Stop Shop 8200, Dornyai Béla u. 4.
- Zalaegerszeg 8900, Balatoni út 7.

## Márkák
A REGIO JÁTÉK saját márkaként terjeszt két klasszikus játékot, a Gazdálkodj okosan! társasjátékot és a diavetítőt.
A vállalat a LEGO hazai szelektív nagykereskedelmi partnere, emellett kizárólagos magyarországi forgalmazója az alábbi márkáknak:
- RAVENSBURGER
- SIKU
- SES Creative
- Zapf Creation
- 4M
- Bestway
- Thinkfun
- Bburago

A REGIO JÁTÉK boltjaiban és webáruházában számos mesehős megtalálható, olyanok, mint a Jégvarázs, Disney hercegnők, Micimackó és barátai, Pókember, Bogyó és Babóca, Star Wars, Mancs őrjárat, Verdák, Mickey és Minnie egér, Violetta, Szófia hercegnő vagy Minyonok-Gru.
A kizárólagos forgalmazói együttműködések mellett több mint 100 további márka érhető el a vállalat termékkínálatában, többek közt Crayola, Disney, Én Kicsi Pónim, Fisher-Price, Hasbro, Hot Wheels, Play-Doh és Totum termékek is.

## E-kereskedelem
A REGIO JÁTÉK a magyar játékpiacon elsőként, 2006-ban nyitotta meg webáruházát, mely több mint 6000-féle árucikkével az ország egyik legnagyobb online játékboltja. A regiojatek.hu 2014-ben teljes megújuláson ment keresztül, ezt követően e-kereskedelem kategóriában elnyerte az Év Honlapja díjat. 2024-ben a webáruház ismét átalakult, hogy még modernebb, felhasználóbarát felületet biztosítson, amely kifejezetten a gyermekes családok, szülők, nagyszülők és gyerekeknek ajándékot kereső rokonok igényeire szabott, minőségi, szórakoztató és fejlesztő játékokat kínálva.

## Társadalmi felelősségvállalás
A REGIO JÁTÉK a közösség tagjaként tekint magára, és ez a szemlélet nemcsak az áruházak szintjén, hanem a teljes vezetésben megvalósul. A Baptista Szeretetszolgálat és a REGIO JÁTÉK együttműködése több mint 10 éves múltra tekint vissza. A vállalat kiemelt támogatója továbbá a Fővárosi Nagycirkusznak, éves szinten a XI. kerületi Budai Sportegyesületnek, és a százalékos kedvezmények mellett évente több alkalommal segíti eseti támogatásokkal a hozzá forduló intézményeket. 2019-től stratégiai partnerséget kötött a Hintalovon Gyermekjogi Alapítvánnyal , mely együttműködés során arra vállalkozik, hogy országos ismertségét kihasználva juttatja el a magyar szülőkhöz a gyermekjogi üzeneteket (pl. digitális szülőség, minőségi idő, közös játék).